# Kawab
| D28 | A6 | D58 |

| D28 | A6 | D58 |

Kawab (prima del 2589 a.C. – prima del 2566 a.C.) fu un visir egizio della IV dinastia, durante il regno di re Cheope, di cui era figlio.

## Biografia
Kawab, principe egizio, era il figlio maggiore del re Cheope e della regina Meritites I, della IV dinastia, e fratellastro dei re Djedefra e Chefren. Nato durante il regno del nonno, Snefru, Kawab sposò la sorella Hetepheres II da cui ebbe quattro figli: Meresankh III, futura regina, sposa del re Chefren, e i principi Duaenhor, Kaemsekhem e Mindjedef. Kawab morì durante il regno del padre Cheope, di cui avrebbe dovuto essere il successore, perciò venne sostituito sul trono da Djedafra che sposò la vedova Hetepheres II. Considerando la sepoltura di Djedefra ad Abu Rawash, e non nella grande necropoli reale di Giza secondo la tradizione della dinastia, si è supposto (ma non esistono concrete risultanze a tal proposito) che Khawab possa essere stato assassinato dal fratello per usurparne il titolo di successore al trono. La piramide di Djedefra fu profanata, ma oggi si ritiene che ciò sia avvenuto durante il dominio romano dell'Egitto, più di 2 500 anni dopo.

### Titolatura di Kawab
Kawab, che durante il regno del padre rivestì la carica di visir, sommava in sé vari titoli:
| Titolo              | Traduzione                                                       | Indice dei termini p. |
| ------------------- | ---------------------------------------------------------------- | --------------------- |
| imy iz              | colui che regge l'ufficio, consigliere                           | 247                   |
| iry-pˁt             | nobile, principe ereditario, custode dei nobili                  | 1157                  |
| ˁȝ dwȝw             | assistente di Duau                                               | 1308                  |
| wr di.w pr ḏḥwty    | il più grande di cinque del tempio di Thot                       | 1471                  |
| ḥȝty-ˁ              | contabile                                                        | 1858                  |
| ḥm-nṯr srḳt         | prete di Selkis (o Selket)                                       | 2120                  |
| ḥts(?) Inpw ...     | (termine non leggibile, ma riferito ad Anubi)                    | 2501                  |
| ḫrp iȝwt nbwt nṯrwt | direttore di tutti gli uffici divini                             | 2541                  |
| ẖry-ḥbt ḥry-tp      | capo dei preti lettori, prete lettore in carica                  | 2860                  |
| zȝ nswt             | figlio del re                                                    | 2911                  |
| zȝ nswt n ẖt.f      | figlio del re, del suo corpo                                     | 2912                  |
| zȝ nswt smsw        | figlio maggiore del re                                           | 2913                  |
| zȝ nswt n ẖt.f smsw | figlio maggiore del re, del suo corpo                            | 2914                  |
| smr wˁty n(y) mrwt  | unico compagno                                                   | 3277                  |
| tȝyty zȝb ṯȝty      | colui che cura la porta (o cortina), capo della giustizia, visir | 3706                  |
| wr 10 šmˁ           | il più grande dei dieci dell'Alto Egitto                         | 1437                  |

## La tomba

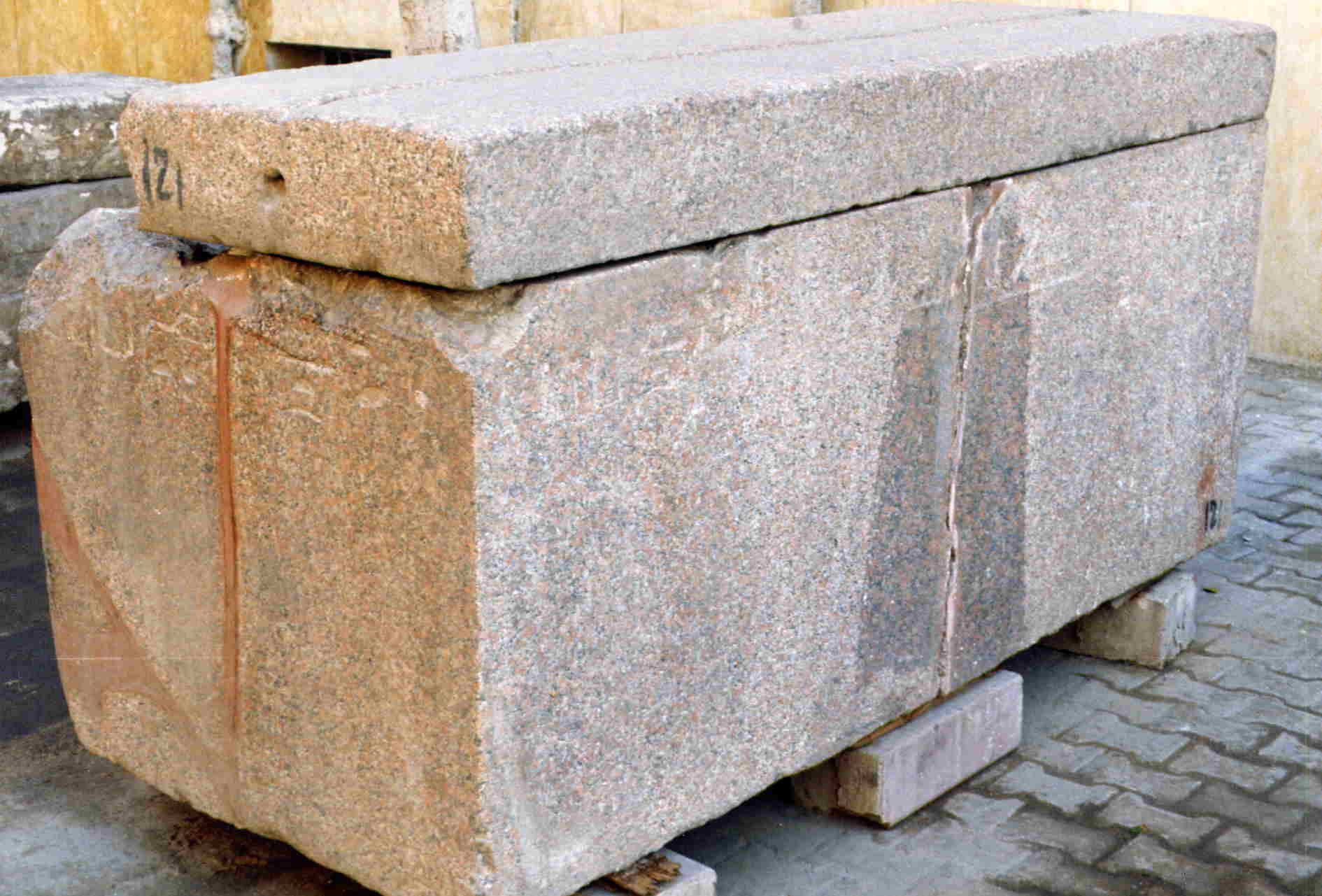
Il sarcofago in granito rosso di Kawab al Museo egizio del Cairo

Kawab venne sepolto nella mastaba oggi contrassegnata dalla sigla G7120 dell'area orientale dell'altipiano di Giza. Accanto a tale sepoltura si trova la G7110 destinata alla moglie, la regina Hetepheres II; nei pressi della mastaba G7110 si trovano pozzi sepolcrali: G7110A, che non risulta sia mai stato usato; G7110B, originariamente predisposto per Hetepheres II, non venne mai ultimato e, ugualmente, mai occupato e questo, molto verosimilmente per l'avere Hetepheres sposato successivamente Djedefra. La G7120, di Kawab conteneva, invece, un sarcofago in granito rosso, oggi al Museo egizio del Cairo.

### Annotazioni
1. ↑  L'opera di Porter & Moss, "Topographical Bibliography of Ancient Egyptian Hierogliphic texts, reliefs, and paintings", presa in considerazione per la stesura della voce è così ripartita:
  - Vol. I, parte a., "The Theban Necropolis: private tombs",  1960
  - Vol. I. parte b., "The Theban Necropolis: royal tombs and smaller cemeteries", 1964
  - Vol. II, "Theban Temples", 1972
  - Vol. III, parte a., "Memphis: Abu Rawash to Abusir", 1974
  - Vol. III, parte b., "Memphis: Saqqara ti Dashur", 1981
  - Vol. IV, "Lower and Middle Egypt: Delta and Cairo to Asyut", e1968
  - Vol. V, "Upper Egypt sites: Deir Rifa to Aswan, excluding Thebes and the temples of Abydos, Dendera, Esna, Edfu, Kom Ombo and Philae, 1962
  - Vol. VI, "Upper Egypt chief Temples: Excluding Thebes: Abydos, Dendera, Esna, Edfu, Kom Ombo and Philae", 1991
  - Vol. VII, "Nubia, the Deserts and outside Egypt", 1975.
2. ↑  L'ipotesi venne avvalorata dalla vandalizzazione subita dalla sepoltura di Djedefra che a lungo si ritenne causata da vendetta nei suoi confronti. Studi successivi hanno tuttavia dimostrato che tale azione venne compiuta durante il periodo romano.
3. ↑  Il geroglifico aker, che rappresenta l'orizzonte, comprende, nella sua rappresentazione artistica, due leoni (là ove nel geroglifico si trovano due montagne) tra loro di spalle; al centro sorge il sole. Tali leoni sono Sef (ieri) e Duau (oggi).
4. ↑  Il termine indica un particolare tipo di medico, denominato anche "incantatore di Selket", "colei che fa respirare la gola" con riferimento ai problemi respiratori causati dai morsi di animali velenosi. Le ricerche archeologiche hanno consentito di identificare circa quaranta kherep Selket, ovvero "capo di Selket", ma solo dodici sa-Selket, "figlio di Selket", la cui funzione medica non è stata bene individuata.
5. ↑  Era compito dei preti "lettori" l'organizzazione delle cerimonie e la recitazione ad alta voce, durante le cerimonie sacre, degli inni previsti. Proprio per tale conoscenza delle invocazioni giuste e corrette, i "lettori" venivano considerati detentori di poteri magici.
6. ↑  Tutti i visir della IV dinastia si fregiarono, tra gli altri, del titolo di "figlio del re" quale semplice titolo onorifico; l'effettiva discendenza, come nel caso di Khawab, viene sottolineata dall'indicazione "del suo corpo".

### Fonti
1. ↑  Porter & Moss, Vol I/a, pp. 118, 155, 187, 864.
2. ↑  Clayton, Peter A. Chronicle of the Pharaohs, Thames and Hudson, London, 2006. ISBN 978-0-500-28628-9 p.42
3. ↑  Malek, Jaromir, "The Old Kingdom" in The Oxford History of Ancient Egypt, ed. Ian Shaw, Oxford University Press 2000, ISBN 978-0-19-280458-7 p.88
4. 1 2  Dodson, Aidan and Hilton, Dyan. The Complete Royal Families of Ancient Egypt. Thames & Hudson. 2004. ISBN 0-500-05128-3
5. ↑  Jones 2000.
6. ↑  Halioua 2002, pp. 27-30.
7. ↑  Gardiner 1917, n.ro XXXIX, pp. 31-44.
8. ↑  Simpson 1978, pp. 1-8 e tavv. I-X.